# Eupelmus auratus
Eupelmus auratus är en stekelart som beskrevs av William Harris Ashmead 1886. Eupelmus auratus ingår i släktet Eupelmus och familjen hoppglanssteklar. Inga underarter finns listade i Catalogue of Life.